# Kirográf
A kirográf (latinul cyrogprahum) általában több példányban kiadott, hamisítás ellen védett középkori oklevél elnevezése; olykor azonban egyetlen példányban készült dokumentumot is illettek ilyen névvel. Használják az elnevezést olyan pápai rendeletekre is, amelyek – az enciklikákkal ellentétben – csak a Római Kúrián belül kerültek, kerülnek terjesztésre.
Elsődleges jelentésében olyan oklevelet értünk tehát alatta, melyet több (általában kettő vagy három, ritkán négy) példányban írtak fel egy ív pergamenre, a példányok közé a kirográf (vagy ezzel egyenértékű) szót, az ábécé néhány kezdőbetűjéből álló feliratot, esetleg hosszabb mondatot vezettek fel. Ezután a felirat mentén a lapot elvágták, olykor hullámos vagy cikkcakkos mintát formálva. Kétség esetén az érintett felek a példányokat egymásnak bemutatva és összeillesztve meg tudtak győződni azok hitelességéről.
A legrégibb kirográftöredék Anglia területéről, a 9. század közepéről maradt ránk. Magyarországon a 12. század óta ismert előfordulásuk.

## Fordítás
Ez a szócikk részben vagy egészben  a   Chirograph című angol Wikipédia-szócikk ezen változatának fordításán alapul.  Az eredeti cikk szerkesztőit annak laptörténete sorolja fel. Ez a jelzés csupán a megfogalmazás eredetét és a szerzői jogokat jelzi, nem szolgál a cikkben szereplő információk forrásmegjelöléseként.